# 阿賀野號列車
阿賀野（日语： Agano */?）號列車是由東日本旅客鐵道（JR東日本）營運，行走於會津若松站至新潟站之間的快速列車。列車途經磐越西線和信越本線。該列車在2022年3月12日時間表修正中廢除。

## 概要
此列車的前身是準急列車，當時行走於新潟至福島/仙台之間，途經磐越西線。成為了一架城際列車。在1980年代起，列車的重要性降低，行走區間也縮短。在1993年至列車廢除前，只行走於會津若松站至新潟站之間。

## 運行概況
在2003年至2022年廢除前，設有1個往返班次，早上8時時段設有新潟站出發的班於，早上11時時段設有會津若松站出發的班次。上下行列車均可於會津若松站轉乘列車前往郡山方向。

### 停車站
會津若松站 - 鹽川站 - 喜多方站 - 山都站 - 荻野站 - 野澤站 - 鹿瀨站 - 津川站 - 三川站 - 咲花站 -  馬下站 -（猿和田站）- 五泉站 - 新津站 -（皋月野站）-（荻川站）-（龜田站）-（越後石山站）- 新潟站
- （）內的車站只有下行列車停靠。

## 使用車輛

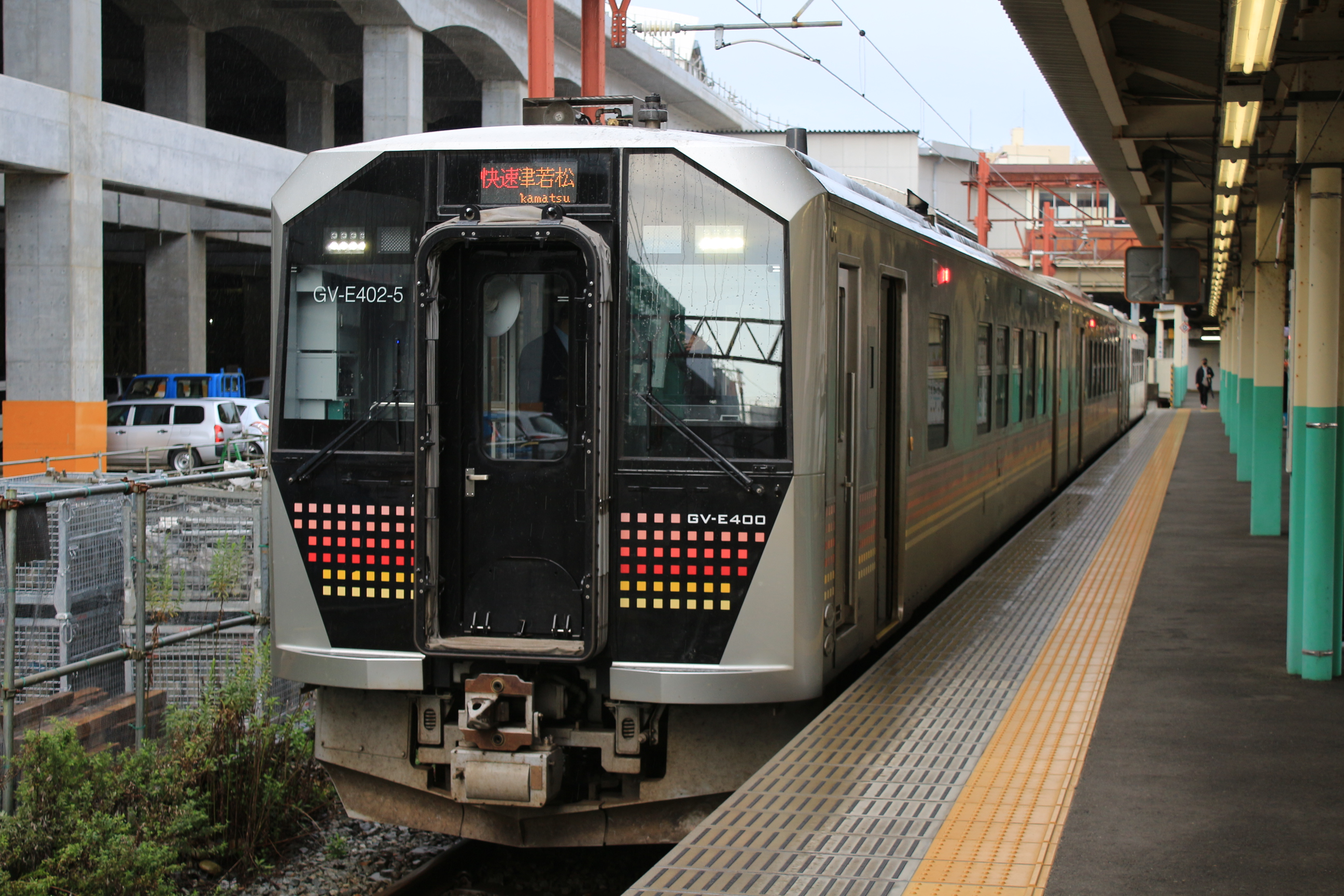
在2020年3月起使用GV-E400系柴油列車行走「阿賀野」

在2020年3月時間表修正起，「阿賀野」使用新津運輸區所屬的GV-E400系柴油列車，以3卡編成行走。
在使用該柴油列車前，從1993年起使用KiHa110系。在2008年至2018年3月時間表修正期間，「阿賀野」會使用KiHa110系和KiHaE120形混合連結編成。後來由於KiHaE120形沒有搭載ATS-P，因此不能駛入新潟站內，在該時間表修正起，只使用新津運輸區所屬的KiHa110系，以3卡編成行走。

## 歷史
- 1959年（昭和34年） - 開設行走於仙台站至新潟站之間的準急列車，途經東北本線、磐越西線和信越本線。
- 1961年（昭和36年） - 增加1個往返班次。
- 1966年（昭和41年） - 升級為急行列車。
- 1970年（昭和45年） - 前往仙台站的1班列車，於仙台站至福島站之間降級為普通列車。
- 1980年（昭和55年） - 前往新潟站的1班列車，於新津站至新潟站之間降級為普通列車。
- 1982年（昭和56年） - 隨著東北新幹線開業，運輸區間改為福島站至新潟站之間。另外，急行區間改變為郡山站至五泉站之間。
  - 1982年東北新幹線開業前的停車站
    - 仙台站 - 長町站 - 岩沼站 - 大河原站 - 白石站 - 伊達站 - 福島站 - 松川站 - 二本松站 - 本宮站 - 郡山站 - 磐梯熱海站 - 豬苗代站 - 會津若松站 - 喜多方站 - 山都站 - 野澤站 - 鹿瀨站 - 津川站 - 五泉站 - 新津站 - 新潟站
- 1985年（昭和60年） - 降級為快速列車。同時，運輸區間改為郡山站/會津若松站至新潟站之間。
- 1988年（昭和63年） - 所有列車駛入郡山站。
- 1993年（平成5年） - 郡山站至會津若松站之間區間分離為「磐梯」。使「阿賀野」的運輸區間改為會津若松站至新潟站之間，使用車輛由KiHa58形（日语：国鉄キハ58系気動車）改為KiHa110系。
- 2003年（平成15年）10月1日 - 黃昏的1個往返班次併入至普通列車。自此只有早上和日間的1個往返班次。
- 2008年（平成20年）11月1日 - 使用車輛增加KiHaE120形，與KiHa110系一同行走「阿賀野」。
- 2018年（平成30年）3月17日至4月15日 - 隨著新潟站高架化，使用車輛統一為KiHa110系。
- 2020年（令和2年）3月14日 - 實施時間表修正，使用車輛改為GV-E400系。
- 2022年（令和4年）3月12日 - 實施時間表修正，「阿賀野」被廢除[1]。

## 注腳